# The Life Zone

The Life Zone est un film américain pro-vie de 2011, réalisé par Rod Weber, sur un scenario du candidat au poste de sénateur du New Jersey, Kenneth Del Vecchio.

## Synopsis
Alors qu'elles étaient sur le point de se faire faire une IVG, trois femmes enceintes sont séquestrées par une doctoresse opposé à l'avortement.

## Distribution
- Amanda Antonucci : Amanda
- Blanche Baker : Dr Victoria Wise
- Rebecca Baron : Rebecca
- Ken Del Vecchio : Barry
- Lindsey Haun : Staci Horowitz
- Angela Little	: Lara Posey